# 稀代麻也子
稀代 麻也子（きしろ まやこ）は、中国六朝文学研究者。筑波大学人文社会科学研究科文芸・言語専攻准教授。2003年「沈約論:『宋書』の文学的考察を中心として」で文学博士（青山学院大学)。

## 学歴
- 2003年 - 青山学院大学大学院文学研究科日本文学・日本語専攻博士後期課程修了

## 職歴
- 2006年 - 筑波大学人文社会科学研究科文芸・言語専攻講師
- 2010年 - 筑波大学人文社会科学研究科文芸・言語専攻准教授

## 著書
- 『宋書』のなかの沈約―生きるということ』 汲古書院 2004
- 『中国文学研究文献要覧 古典文学 1978-2007』 川合康三監修 日外アソシエーツ 2008
- 『全譯後漢書 別冊　後漢書研究便覽』 渡邉義浩共編 汲古書院 2016